# Nueva Mestre
Nueva Mestre es una localidad paraguaya del Departamento de Presidente Hayes ubicada en el desvío del kilómetro 317 de la ruta PY09 "Transchaco", a unos 356 km de Asunción.
Administrativamente forma parte del municipio de Puerto Pinasco, ubicado a 157 km de distancia.
La localidad cuenta con unos 600 habitantes en total aproximadamente y posee tres núcleos urbanos separados a 3 km de distancia cada uno.

## Toponimia
Recibe su nombre en homenaje a la ciudad italiana de Mestre, región del Véneto, debido a que hubo una gran ayuda de italianos y fundaciones italianas que eran de aquella región que ayudaron a crear el asentamiento, como la Asociación Solidaridad para el Desarrollo (ASES) que consiguió fondos de la Unión Europea.
La palabra Mestre también significa "maestro" en italiano y en portugués, haciendo referencia a una persona que enseña algo o alguien que se destaca por poseer un gran conocimiento o talento en algo específico.

## Historia
Fue fundado en 1993 como una colonia lechera para reubicar a todas las personas de escasos recursos que vivían a lo largo de la ruta PY09 "Transchaco".
En 1997 se establecieron el núcleo urbano 2 y núcleo urbano 3 de la comunidad.

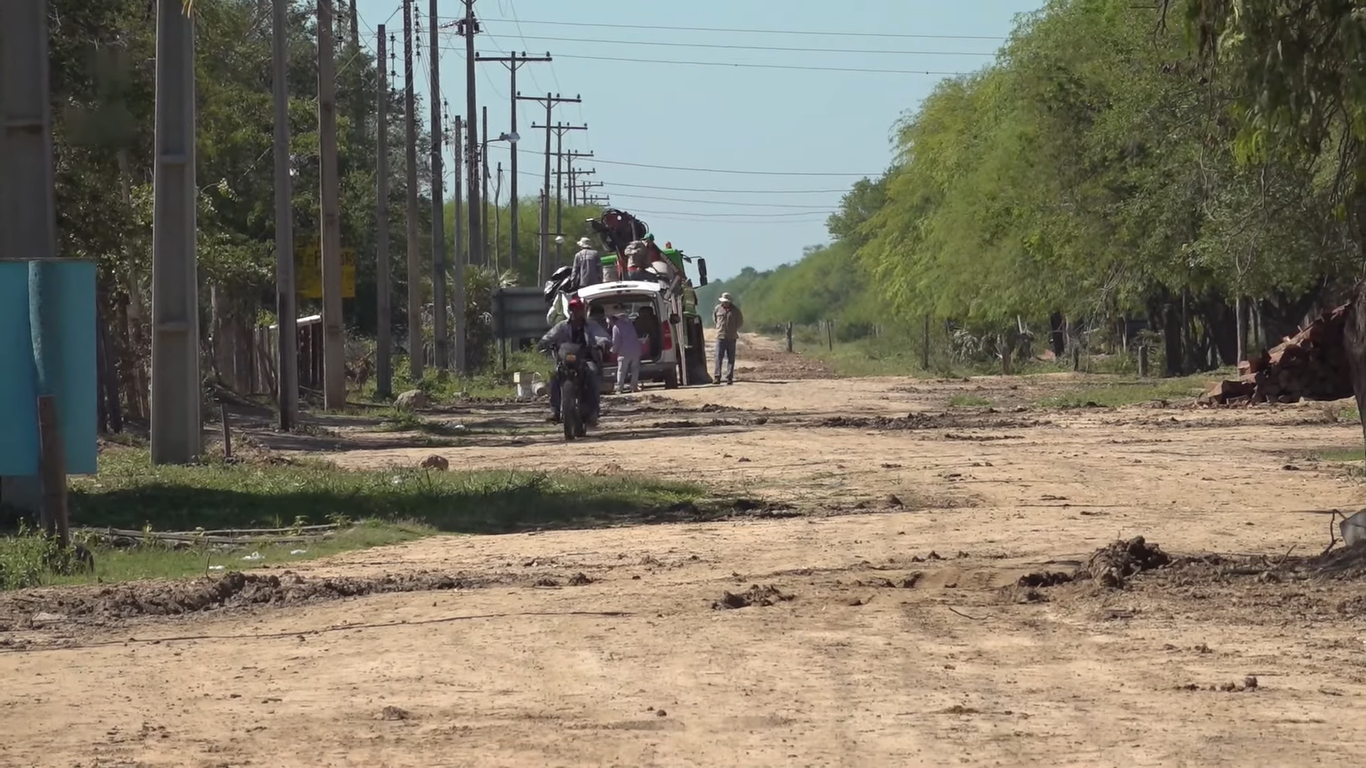
Calle principal de Nueva Mestre.

## Clima
El clima de Nueva Mestre se clasifica como clima tropical de sabana (Aw) , de acuerdo con la clasificación climática de Köppen. La temperatura máxima en verano llega a los 44 °C y en invierno a los 0 °C. Mientras que la temperatura media es de 26 °C.

## Economía
La mayoría de los habitantes de Nueva Mestre se dedican principalmente a la ganadería, la agricultura, la cría de ovejas, cabras y la producción de carbón vegetal.

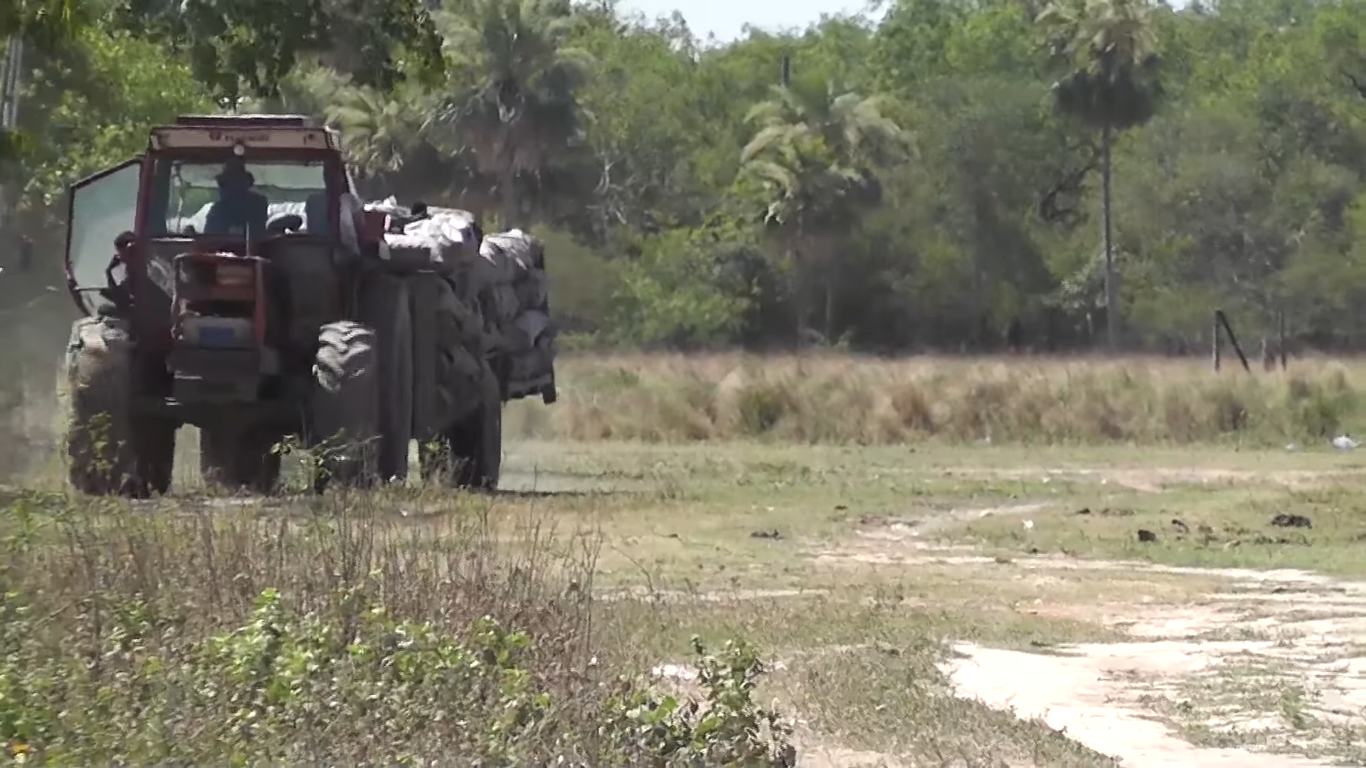
Producción de carbón.

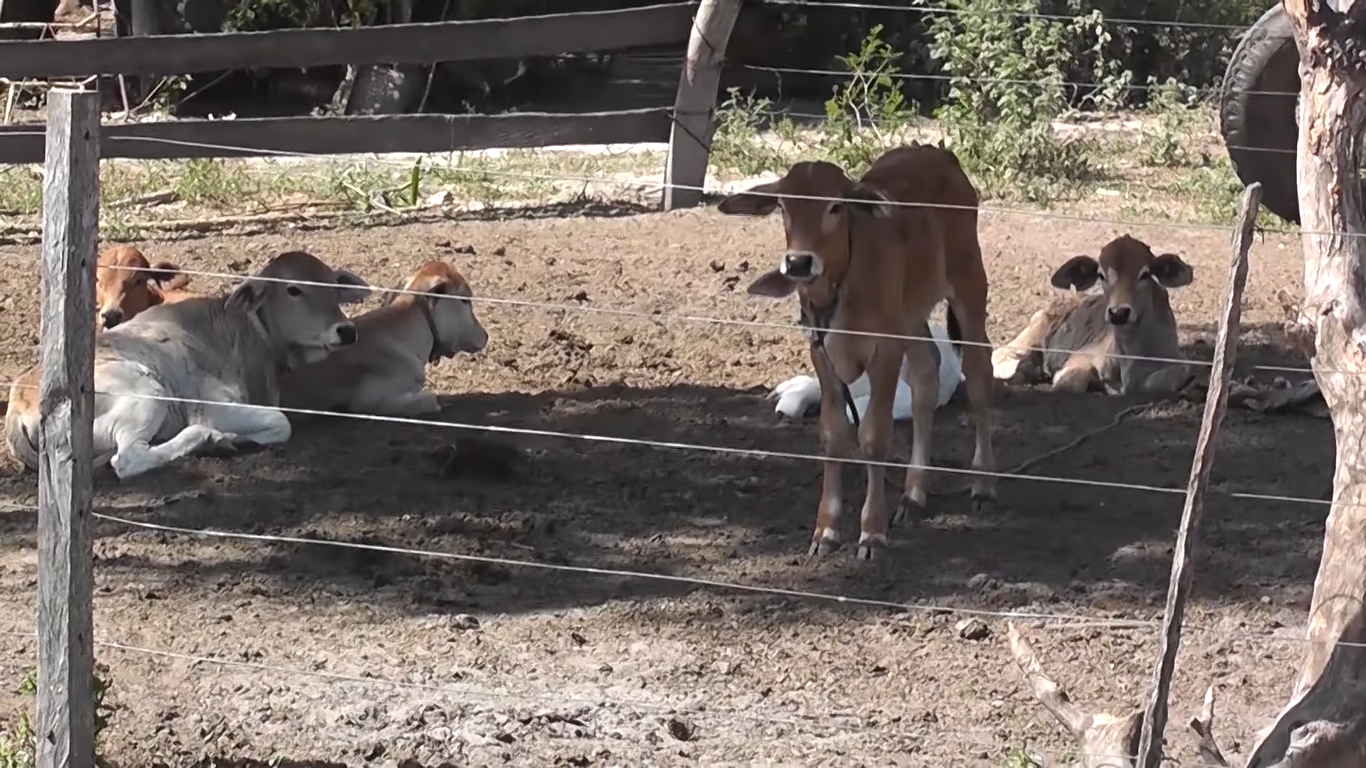
Ganadería en Nueva Mestre.

Debido a su ubicación muy alejada y aislada por la falta de caminos y oportunidades, gran parte de sus habitantes prefiere migrar a otras localidades como Río Verde o Pozo Colorado para estudiar o trabajar.

## Infraestructura
En la actualidad la infraestructura de la zona es pobre y escasa. En el lugar existe una escuela que cuenta hasta el noveno grado, un pequeño puesto de salud y un centro comunitario donde se reúnen todos los habitantes de la localidad.

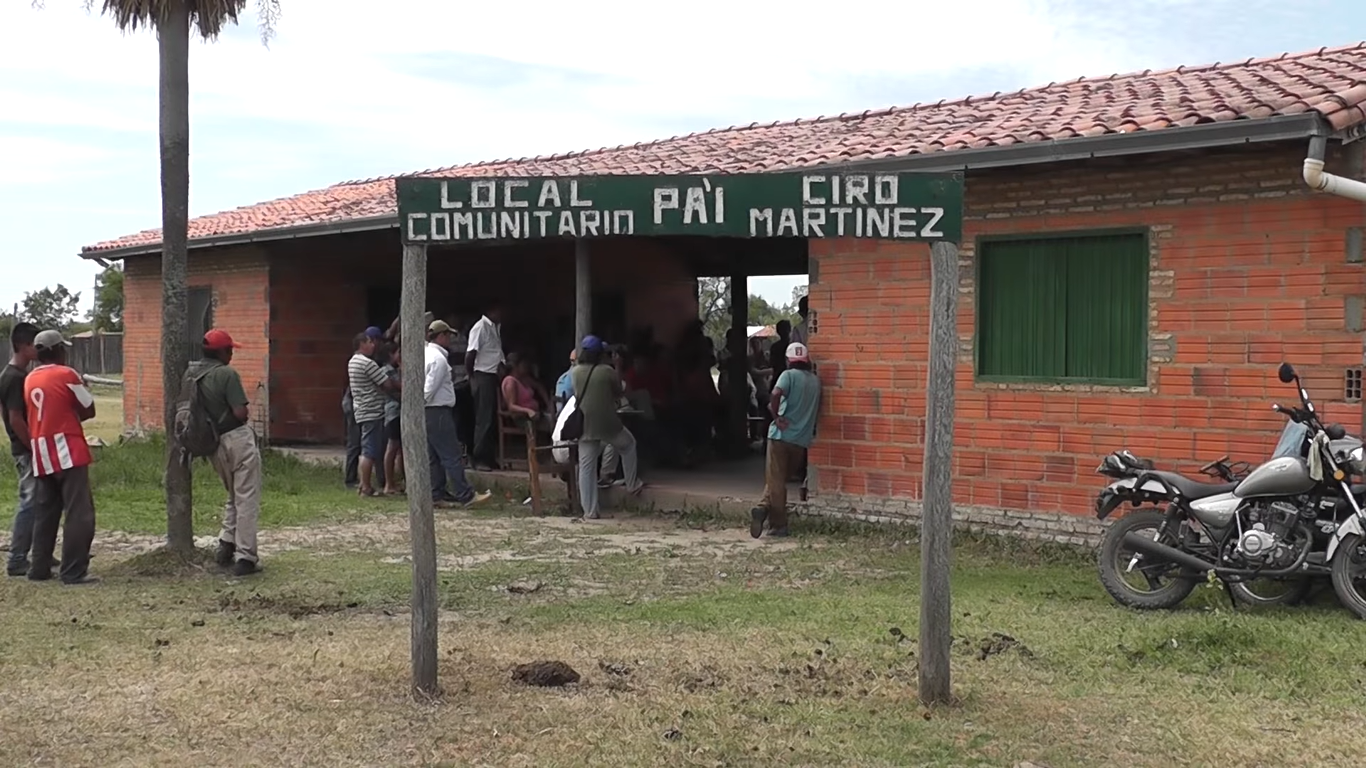
Centro comunitario de Nueva Mestre.

Todos los caminos de la localidad actualmente son de tierra y se encuentran en mal estado, por lo que cuando llueve los caminos se vuelven intransitables y la comunidad se queda prácticamente aislada.

## Deportes
El deporte más popular de la localidad es el fútbol, destacándose el Club Atlético Nueva Mestre, que juega en la Liga Chiveto de Futbol, la liga regional de la zona de Pozo Colorado.